# MTV Unplugged (álbum de Maldita Vecindad)
MTV Unplugged es un álbum en vivo no oficial de la banda mexicana La Maldita Vecindad y los Hijos del Quinto Patio. Fue grabado el 12 de octubre de 1996 en los Estudios MTV de Miami, Florida. Fue la cuarta banda mexicana en grabar un MTV Unplugged.
Solamente existe registro oficial del tema «Kumbala» en el álbum Lo mejor de MTV Unplugged.

## Canciones
Todas escritas por Maldita Vecindad, excepto «Querida» de Juan Gabriel.
- 1.	Mojado
- 2.	Un Gran Circo
- 3.	Solin
- 4.	Aunque
- 5.	Kumbala
- 6.	Pachuco
- 7.	Supermercado
- 8.	Un Poco de Sangre
- 9.	Querida